# Gunārs Jākobsons
Gunārs Jākobsons (12. november 1935 i Jelgavas apriņķis i Letland) er en lettisk pensioneret sportsjournalist og sportskommentator fra både fjernsyn og radio. Han kommenterede hovedsagelig ishockey- og fodboldkampe, og modtog Letlands årlige sportspris 2010 for sin livslange indsats for lettisk sport. Jākobsons arbejdede som sportsjournalist i mere end 50 år, og har i alt kommenteret mere end 3.000 sportsbegivenheder.
Jākobsons begyndte sin karriere som sportsjournalist i midten af 1950'erne, og hans debut som kommentator var den 4. juli 1954. I perioden fra 1956 til 1991 arbejdede han ved Latvijas Radio, hvor han var vært for adskillige sportsudsendelser, ligesom udsendelser for børn og om kunst og litteratur. Desuden var han ophavsmand til den populære musik-konkurrence "Mikrofona aptauja" (Mikrofonens spørgerunde). Han virkede som kommentator fra 13 Olympiske lege og 30 VM i ishockey. I 2007 deltog han i LNT's show "Divas zvaigznes" (To stjerner) sammen med Margarita Vilcāne.
Jākobsons har modtaget Jāņa Lintera-præmien for sit langvarige fremragende faglige arbejde. Ligesom han for sit langvarige arbejde modtog Den Internationale Hockeyunions pris for sin livslange indsats for ishockey. Den 2. december 2010 meddelte Letlands Olympiske Komité, at Jākobsons ville modtage prise for sin livslange indsats,  en pris han modtog under uddelingsceremonien af Letlands årlige sportspris 2010 den 23. december 2010.